# Tottenham House
Tottenham House est une grande maison de campagne anglaise classée Grade I située dans la paroisse de Great Bedwyn, dans le Wiltshire, à environ huit kilomètres au sud-est de la ville de Marlborough. Elle est séparée de la ville par la forêt de Savernake, qui fait partie du domaine de Tottenham Park.
Le site de la maison fait partie de la forêt de Savernake, beaucoup plus vaste, et, au Moyen Âge, il est contrôlé par les chefs de la famille Esturmy. Au XVe siècle, la terre passe par mariage à la maison Seymour de Wulfhall, à environ un mile au sud. La maison d'origine est probablement construite vers 1575 par Edward Seymour, 1er comte de Hertford, neveu de la reine Jeanne Seymour, alors qu'elle est connue sous le nom de Totnam Lodge. La maison actuelle incorpore des parties des maisons antérieures sur le site construites par les Seymour. En 1675, le domaine passe à Elizabeth Seymour, qui épouse Thomas Bruce, 2e comte d'Ailesbury, passant ainsi la maison à la famille Bruce.
En 1721, le fils et héritier d'Elizabeth Seymour, Charles Bruce, 3e comte d'Ailesbury, reconstruit Totnam Lodge selon les plans de son beau-frère, l'architecte palladien pionnier Lord Burlington, et une partie du terrain, notamment le potager, est aménagé par Capability Brown entre 1764 et environ 1770. La maison subit un certain nombre de reconstructions supplémentaires et la maison actuelle, contenant plus d'une centaine de pièces, date pour la plupart des années 1820, après avoir été rénovée par Charles Brudenell-Bruce, 1er marquis d'Ailesbury, qui en 1818 (alors qu'il est encore comte de Aylesbury) ajoute de nouvelles écuries conçues par Thomas Cundy.
La famille Bruce vit dans la maison jusqu'en 1946. Elle est ensuite utilisée comme école préparatoire jusqu'en 1994, puis louée à une association caritative jusqu'en 2005, après quoi elle reste inoccupée pendant une dizaine d'années, à l'exception d'une période en 2006, lorsque le groupe Radiohead enregistre une partie de son album In Rainbows à la maison. Elle est ensuite louée pour 150 ans à un consortium basé aux États-Unis dans le but de créer un hôtel de luxe et un centre de golf, mais le consortium fait faillite en 2008. En 2014, la maison est vendue pour 11,25 millions de livres sterling à un acheteur anonyme qui envisage de la transformer en maison privée.

## Histoire ancienne

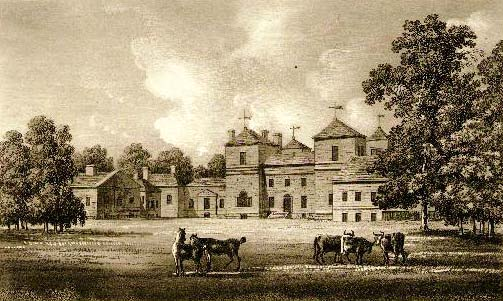
Tottenham House, représenté vers 1790, le bâtiment palladien conçu par Lord Burlington vers 1721, en grande partie perdu à la suite d'une rénovation dans les années 1820

Le site de Tottenham House est connu vers 1200 sous le nom de Tottenham Wood, une partie de la forêt de Savernake, beaucoup plus grande, et est sous le contrôle de la famille Esturmy. La terre passe à la famille Seymour par mariage de Maud Esturmy avec Roger II Seymour au XVe siècle. C'est probablement Edward Seymour, 1er comte de Hertford (1539-1621), fils et héritier du 1er duc, de la ville voisine de Wulfhall, qui, vers 1575, construit la première maison, connue sous le nom de Totnam Lodge, et entoure les terres environnantes pour former un parc aux cerfs. Wulfhall est en partie démoli et les matériaux de construction sont utilisés pour construire Tottenham House.
La maison est encore connue sous le nom de Lodge en 1623, année où le registre paroissial de Great Bedwyn enregistre le baptême de l'arrière-petite-fille du 1er comte, Frances Seymour, fille de Francis Seymour (vers 1590 – 1664) (créé plus tard baron Seymour of Trowbridge), qui est réalisé « au Lodge in the Great Parke par Henrie Taylor, Vicaire de Great Bedwin ». John Seymour, 4e duc de Somerset (1629-1675), un oncle, hérite du domaine en 1671 à la mort de son neveu le 3e duc, et en 1672 il reconstruit Totnam Lodge et redessine le parc aux cerfs, qui comprend à cette date de longues promenades bordées d'arbres et des chasses aux cerfs. Le 4e duc de Somerset lègue les domaines Seymour intacts à sa nièce Elizabeth Seymour, épouse de Thomas Bruce, 2e comte d'Ailesbury (1656-1741), transmettant ainsi une partie des domaines Seymour à la famille Bruce. En 1721, le fils et héritier d'Elizabeth Seymour, Charles Bruce, 3e comte d'Ailesbury, reconstruit Totnam Lodge selon les plans de son beau-frère, l'architecte palladien pionnier Lord Burlington. Henry Flitcroft est l'architecte exécutant. Le 3e comte ajoute des ailes au bloc de Burlington dans les années 1730 et construit également en 1743 une maison de banquet dans le parc sur le modèle de Burlington (démoli en 1824). Certaines parties du terrain, dont le potager, sont aménagées par Capability Brown de 1764 à 1770 environ.
En 1818, Charles Brudenell-Bruce, ajoute des écuries au projet de Thomas Cundy II. En 1823-1826, il agrandit et remodèle la maison, toujours selon les plans de Thomas Cundy.

## Utilisation moderne
La famille Ailesbury vit dans la maison et la partage pendant la Seconde Guerre mondiale avec l'armée américaine, jusqu'en 1946. Par la suite, elle est utilisée par la Hawtreys Preparatory School jusqu'en 1994, date à laquelle Hawtreys fusionne avec la Cheam School de Newbury. Elle est ensuite louée pour dix ans à la Fondation Amber, une organisation caritative qui aide des jeunes chômeurs en difficulté à reconstruire leur vie, mais son travail s'arrête en raison de réductions du soutien gouvernemental.
En 1966, la maison est classée Grade I tandis que le petit bâtiment octogonal de la folie (vers 1720) dans le parc aux cerfs et l'écurie (1819) sont classés Grade II*.
David Brudenell-Bruce, comte de Cardigan détient 49 % et son fils Thomas James Brudenell-Bruce, vicomte Savernake, 51 %. Entre 2011 et 2017, le comte, appauvri, est impliqué dans une âpre bataille juridique avec les administrateurs,.
En 2006, la maison, avec son écurie de 50 chevaux, ses dépendances et quelques terres agricoles, est louée pour 150 ans à un consortium composé de Golf Club Investment Holdings, Conduit Investments et (en tant qu'opérateur) du Buena Vista Hospitality Group d'Orlando, en Floride, avec l'intention de créer un hôtel de luxe, un centre de conférence, un spa et un centre de golf. Un permis de construire complet est obtenu, avec la coopération de l'autorité de planification locale et d'English Heritage, et un investissement de 50 millions de livres sterling dans le projet est annoncé. Cependant, 18 mois plus tard, avant de commencer les travaux de construction, le consortium fait faillite pendant la récession et le bail prend fin.
En 2014, les administrateurs vendent la maison et 800 acres pour 11,25 millions de livres sterling à un acheteur non divulgué qui serait le promoteur immobilier multimillionnaire Jamie Ritblat après avoir surmonté une contestation judiciaire du comte de Cardigan. 

## Dans la culture populaire
La maison est présentée comme l'école des garçons dans le film de 1995 A Feast at Midnight, avec Christopher Lee. En 2006, le groupe Radiohead enregistre une partie de son album In Rainbows de 2007 à la maison. En 2013, la maison et le domaine de Savernake sont utilisés comme lieu de tournage d'un court métrage commandé par les pionniers de l'électro Goldfrapp pour promouvoir la chanson « Drew » de leur album Tales of Us. En 2015, la maison figure dans la saison 6 de la série télévisée dramatique romantique Downton Abbey. La maison, dans la série intitulée Dryden Park, est le domaine plutôt délabré de Michael Reresby.